# Манастир Мала Ремета
Манастир Мала Ремета или Реметица припада Епархији сремској Српске православне цркве који се налази на Фрушкој гори, поред истоименог села. Представља непокретно културно добро као споменик културе од изузетног значаја.

## Положај и прошлост
Налази се на јужном средишњем делу Фрушке горе, уз манастирски прњавор село Мала Ремета. Име манастира значи Мала пустиња.
Манастирска црква је посвећена Богородичином покрову. Традиција оснивање манастира везује за српског краља Драгутина. У протоколу манастира Беочина, наводи се 1844. године да је манастир Мала Ремета „стар 601 годину”, а што би могло да значи — 1243. године. Кратку историју манастира Мала Ремета, написао је 23. новембра 1738. године хоповски игуман Иринеј Радић, у манастиру Беочину. Поуздане податке пружају једино турски документи, у којима је манастир први пут забележен 1546, али је врло брзо после тога спаљен. Крајем 17. века манастир су обновили избегли монаси Манастира Рача на Дрини. Из тога времена потиче и манастирски печат и од тада, па до 1920. године манастир се води као метох Манастира Беочин. На месту старе цркве, саграђена је нова, трећа по реду грађевина 1739. године.
Манастирску цркву су сазидали (по контракту из 1738) на "грунту беочинском" мајстори Тодор и Никола, а ктитор је био Станко Милинковић из Шуљма. Из исте године потиче заштитна повеља издата од генерала Валиса Манастиру Беочин у којој се помиње и штити Мала Ремета. Јован Јовановић оберлајтант Петроварадинске регименте је манастирску цркву изнутра репарирао, као и са северне стране испод ћелија од камена, подрум саградио 1754. године. Поручникова удова Ружица је подигла по вољи покојниковој још три монашке ћелије са малом кухињом у средини. На челу манастира је од 1749. године игуман Атанасије. Престоне иконе за ову цркву радио је иконописац Јанко Халкозовић 1759. године.
Године 1845. јеромонах и надзиратељ манастира био је Венимијан Бороцки.
У Другом светском рату страдао је конак као и манастирска библиотека.
Данас манастир чине црква, једнокрилни конак, нови дрвени звоник и капела.
У манастиру су написане и чувају се две вредне рукописне књиге из XVII века.

## Старешине манастира
- Рафаила Марковић, (1969—2020).
- Февронија Јовановић, (2021—2024).
- Нифонт Павловић, (2024—тренутни).

## Галерија
- Манастирска црква
- Манастир у пролеће